# Osoet Pegua
Osoet Pegua (1615?-1658?) was een Thaise zakenvrouw en echtgenote van Jeremias van Vliet, leider van de VOC handelspost in Ayutthaya, Thailand.
Van 1638-1642 had Van Vliet, als directeur van de handelspost in Ayutthaya, de leiding over de handel van de VOC in Thailand. In deze periode sloot Osoet Pegua (ook bekend als Tjau Soet) een zogenaamd huurhuwelijk, of tijdelijk huwelijk, met Van Vliet. 
Dit was ook een zakelijke aangelegenheid. Koning De Prasat-Thong had een feitelijk monopolie op bijna alle buitenlandse handel. Om handel te kunnen drijven waren goede contacten met het hof een eerste vereiste. Osoet Pegua was een capabele zakenvrouw uit het Birmese Mon-volk, dat een belangrijke positie innam op de markten van Ayutthaya. Door zijn huwelijk kreeg Van Vliet toegang tot de Thaise handelsnetwerken waarmee hij fortuin maakte. Osoet Pegua kreeg op deze manier een sleutelpositie in de tussenhandel met de VOC.
Zij had al enkele relaties achter de rug  met VOC-prominenten uit de factorij. Daar waren verschillende kinderen uit voortgekomen. Met Jeremias kreeg zij nog drie dochters, voor wie hij grote genegenheid had.
In 1642 verbrak Van Vliet de huwelijksovereenkomst. Hij werd benoemd tot gouverneur van de stad Malakka. Dit was een lucratievere post dan die aan het Thaise hof. Osoet Pegua was woedend. Ze zorgde ervoor dat Jeremias zijn drie dochters nooit zag en gebruikte haar contacten met koning Prasat-Thong om Van Vliet dwars te zitten. Zelfs gaf ze de gouverneur-generaal in Batavia een olifant cadeau in de hoop dat hij zijn steun aan Jeremias zou intrekken.
De rest van zijn leven heeft Jeremias van Vliet met een stroom brieven en verzoeken geprobeerd om zijn dochters naar Schiedam te krijgen, waar hij inmiddels was teruggekeerd. Dat is hem niet gelukt.
Pas na de dood van Osoet Pegua kon hun dochter Maria van Vliet in 1658 naar Batavia reizen, om met een onderkoopman van de VOC te trouwen.
In Thailand zijn de namen van Jeremias van Vliet en Osoet Pegua nog steeds bekend. Osoet Pegua geldt daar als voorbeeld van een onafhankelijke vrouw die niet over zich liet lopen.